# Somerset Range
Somerset Range är ett berg i Kanada.   Det ligger i provinsen British Columbia, i den sydvästra delen av landet, 3 700 km väster om huvudstaden Ottawa. Toppen på Somerset Range är 541 meter över havet, eller 50 meter över den omgivande terrängen. Bredden vid basen är 0,94 km.
Terrängen runt Somerset Range är huvudsakligen kuperad. Trakten runt Somerset Range är nära nog obefolkad, med mindre än två invånare per kvadratkilometer.. Närmaste större samhälle är Bamfield, 11,4 km nordväst om Somerset Range. 
I omgivningarna runt Somerset Range växer i huvudsak barrskog.